# Jiang Jiemin
Jiang Jiemin (蒋洁敏) (né en  Octobre 1955) est un homme politique et homme d'affaires chinois. Il a été le vice gouverneur de la province du Qinghai. Il est un ancien PDG de China National Petroleum Corporation.

## Biographie
Jiang Jiemin  est né en octobre 1955. Il est originaire du comté de Yangxin dans la province de Shandong. Il est  diplômé de l'Université du Shandong en management économique et industrielle.
Jiang Jiemin   est membre suppléant du 17e Comité central du Parti communiste chinois. Il est également  président de la commission d'état de supervision de l'administration SASAC.

## Carrière
Jiang est  nommé directeur adjoint du Shengli Petroleum Administration Bureau  en mars 1993. Il devient ensuite Directeur Général du Qinghai Petroleum Administration Bureau  en juin 1994 et directeur du Qinghai Petroleum Administration Bureau en novembre 1994. En février 1999, il est nommé adjoint au directeur général à la China National Petroleum Corporation (CNPC) et administrateur et vice-président de PetroChina (filiale de CNPC) en novembre 1999. Il devient le directeur général adjoint de la CNPC en avril 2004 et vice président de PetroChina en mai 2004. Jiang nommé CEO de CNPC en novembre 2006 et le président de PetroChina en mai 2007. Il est remplacé à ce poste  par Zhou Jiping.
En août 2013, Jiang Jiemin est « placé sous enquête » dans une affaire de corruption. Cette lutte anti-corruption sert aussi des intérêts politiques. Jiang Jiemin comme la majorité des responsables incriminés ( Li Dongsheng ou Li Chongxi) sont des proches de Zhou Yongkang  ; lui-même étant considéré comme un proche du Prince rouge déchu Bo Xilai.
Jiang Jiemin est mis en cause dans l'affaire du fils de Ling Jihua, ancien chef de cabinet de Hu Jintao. En novembre 2012, le South China Morning Post indiquait que Jiang avait été interrogé sur les millions de yuans alloués par la CNPC aux familles de deux femmes blessées lors de l'accident de Ferrari où le fils de Liang avait trouvé la mort.